# Acrotona subpygmaea

Acrotona subpygmaea  (лат.) — вид коротконадкрылых жуков из подсемейства Aleocharinae. Канада и США.

## Распространение
Встречается в провинциях Нью-Брансуик, Онтарио (Канада) и на Аляске (США).

## Описание
Мелкие коротконадкрылые жуки, длина тела 2,6–2,8 мм. Основная окраска тёмно-коричневая, кроме светло-коричневых ног. Этот вид был найден среди влажных листьев по краям небольших водоёмов и снеговых талых лужиц в различных типах леса. К ним относятся сосны (Pinus banksiana), клён серебристый (Acer saccharinum), красный дуб (Quercus rubra), кленовый лес, лиственных лесов, восточный белый кедр, красная ель и зрелый смешанный лес. Взрослые особи собраны в  мае, июне, июле и августе (иногда также в апреле и в сентябре).
Вид был впервые описан 1909 году (Bernhauer, 1909), а его валидный статус подтверждён в ходе ревизии в 2016 году канадскими энтомологами Яном Климашевским (Jan Klimaszewski; Laurentian Forestry Centre, Онтарио, Канада) и Реджинальдом Вебстером (Reginald P. Webster).